# Arquebisbat d'Armagh
L'arquebisbat d'Armagh (gaèlic: Ard-Deoise Ard Mhacha; anglès: Archdiocese of Armagh; llatí: Archidioecesis Armachana) és una seu metropolitana de l'Església Catòlica del nord d'Irlanda. El 2012 tenia 227.950 batejats sobre 334.751 habitants. Actualment està regida per l'arquebisbe metropolità i Primat de Tota Irlanda Eamon Martin. Té la preeminència a Irlanda com a seu primada pel fet que segons la tradició va ser establerta per Sant Patrici vers el 445. Va ser formalment reconeguda com a seu metropolitana el 1152 al Sínode de Kells.

## Territori
La província eclesiàstica d'Armagh és una de les quatre províncies eclesiàstiques que formen l'Església catòlica a Irlanda (les altres són les províncies de Dublin, Tuam i Cashel). El mandat geogràfic de la provincia es troba a cavall entre les dues jurisdiccions polítiques a l'illa d'Irlanda - la República d'Irlanda i el Regne Unit de Gran Bretanya i Irlanda del Nord. A Irlanda del Nord, la província cobreix part dels antics comtats administratius d'Armagh, Londonderry i Tyrone. A la República d'Irlanda, cobreix parts de l'àrea del govern local de Louth i la major part del de Meath. Conté la ciutat d'Armagh i les grans ciutats d'Ardee, Coalisland, Drogheda, Dundalk, Dungannon i Magherafelt.
La seu arxiepiscopal és la ciutat d'Armagh, on es troba la catedral de Sant Patrici.
El territori s'estén sobre 2.550 km², i està dividit en 61 parròquies.

### Província eclesiàstica
La província eclesiàstica d'Armagh comprèn 8 sufragànies:
- bisbat d'Ardagh and Clonmacnoise
- bisbat de Clogher
- bisbat de Derry
- bisbat de Down i Connor
- bisbat de Dromore
- bisbat de Kilmore

- bisbat de Meath

- bisbat de Raphoe

## Història

### Fundació i història primerenca
Sant Patrici, després d'haver rebut algunes concessions de terres del cacic Daire, en el turó anomenat Ard-Macha (l'alçada de Macha), va construir una església de pedra a la cimera, un monestir i alguns altres edificis religiosos al voltant, i es fixà en aquest lloc per la seva seu metropolitana. També va fundar una escola al mateix lloc, que aviat es va fer famosa i va atreure a milers d'estudiosos. En el curs del temps, altres entitats religioses es van establir a Armagh, com ara els Culdees, que van construir un monestir al segle viii.
La ciutat d'Armagh va ser fins a temps moderns un establiment purament eclesiàstic. Vers el 448, Sant Patrici, ajudat per Secundí i per Auxilius, dos dels seus deixebles, va celebrar un sínode a Armagh, dels quals alguns dels cànons són encara existents. Un d'ells esmenta expressament que tots els casos difícils de consciència han de ser remesos a la sentència de l'arquebisbe d'Armagh, i que si és massa difícil de ser eliminats per ell amb els seus consellers que s'han de sotmetre a la Seu Apostòlica de Roma. Durant els temps irlandesos, la primacia d'Armagh va ser qüestionat només pel gran centre sud de l'Església d'Irlanda, a Cashel.
Durant molts segles els primats estaven acostumats a realitzar circuits i visites a través de diverses parts del país per a la recol·lecció dels seus delmes. Això va ser anomenat el "Cattlecess", o la "Llei de Sant Patrici". A partir de 734, durant l'ocupació del Primat Congus, va continuar fins molt després de la invasió cambro-normanda, però va cessar tan aviat com els prelats normands va succeir en la seu. Dos reis van donar la seva sanció real: Felim, rei de Munster, l'any 822, i Brian Boru, en 1006. El registre de la sanció d'aquesta última es conserva al Llibre d'Armagh, en l'acta del capellà de Brian Boru. Per afegir solemnitat als seus recorreguts de recollida, els primats tenien el costum de portar amb ells el santuari de Sant Patrici, i com a regla el seu èxit era certa. Aquestes recollides semblen haver estat fetes a intervals irregulars i eren probablement amb el propòsit de mantenir la famosa escola d'Armagh, de la que es va dir que en un moment va contenir 7.000 estudiants, així com per a la restauració, sovint necessitada, de l'església i d'altres edificis eclesiàstics quan es destruïen pel foc o eren despullats durant la guerra. Els registres anals irlandesos mencionen no menys de disset incendis de la ciutat, ja siguin parcials o totals. Va ser saquejada en nombroses ocasions pels danesos i els sacerdots expulsats d'ella. També va ser saquejada durant la conquesta de l'Ulster pels cambro-normands .

### Disputes sobre la primacia
La presa de la primacia d'Armagh pels llecs al segle xi va rebre gran importància a causa de la denúncia que va fer sant Bernard de la mateixa en el seu "Vida de Sant Malaquías ", però l'abús no va ser sense paral·lel en el continent europeu. Els caps de la tribu en el territori del qual va quedar Armagh va usurpar la posició i emoluments temporals de la primacia i es descarregaren als adjunts les funcions eclesiàstiques. L'abús va continuar durant vuit generacions fins Cellach, conegut com a sant Cels (1105-1129), qui va ser introduït com a laic, ell mateix es consagrà bisbe, i va governar la seu amb gran saviesa.
En 1111 va dur a terme un gran sínode a Fiadh-Mic-Aengus al qual van assistir cinquanta bisbes, 300 sacerdots i 3.000 eclesiàstics, i també Muircheartach Ua Briain, rei d'Irlanda del Sud, i els seus nobles. Durant la seva incumbència la prioritat dels Sants Pere i Pau a Armagh va ser refundada per Imar, el preceptor après de Sant Malaquies. Aquest va ser el primer establiment a Irlanda en el qual es van introduir els Canonges Regulars de Sant Agustí. Ruaidrí Ua Conchobair, rei d'Irlanda, després li va concedir una pensió anual per a una escola pública.
Després d'un curt interval, Cels va ser succeït per Malachy O'Morgair (1134-1137), que més tard va patir moltes tribulacions per tractar d'efectuar una reforma en la diòcesi. Va renunciar a la seu després de tres anys i es va retirar al bisbat de Down. En 1139 es va traslladar a Roma i va sol·licitar al Papa dos pal·lis, un per a la seu d'Armagh i l'altre probablement per una nova seu metropolitana a Cashel. A l'any següent va introduir l'orde cistercenc a Irlanda, pel consell de Sant Bernat. Va morir a Clairvaux, en fer un segon viatge a Roma. Sant Malaquíes és honrat com el patró de la diòcesi.
Gelasi el va succeir, ocupant la seu durant trenta-set anys, en els que va dur a terme molts sínodes importants que efectuaren grans reformes. Al Sínode de Kells, que va tenir lloc el 1152 i presidida pel cardenal Paparo, legat del papa Gelasi va rebre el pal·li, al mateix temps que altres tres van ser lliurats a la nova seus metropolitanes de Dublín, Cashel i Tuam.
El successor de Gelasi a la seu, Cornelius Mac Concaille, que va morir a Chambéry l'any següent, en un viatge a Roma, ha estat venerat des de llavors en aquesta localitat com un sant. Va ser succeït per Gilbert O'Caran (1175-1180), durant el incumbència la seu es veié afectada considerablement a la depredació dels invasors anglo-normands. William FitzAldelm saquejà Armagh i es va emportar el bàcul de Sant Patrici, l'anomenat el "bastó de Jesús". El successor de O'Caran va ser Thomas O'Connor (1181-1201). L'any després de la seva successió a la seu, el Papa Luci III, a instàncies de John Comyn, el primer prelat anglès a la seu de Dublín, van tractar d'abolir l'antic costum d'Irlanda segons el qual els primats van reclamar el dret de fer circuits solemnes i visites a la província de Leinster, així com a les de Tuam i Munster. La butlla va ser en el sentit que cap arquebisbe o bisbe havia d'exercir cap assemblea o tribunal eclesiàstic a la diòcesi de Dublín, o tractar de causes eclesiàstiques i dels assumptes de dita diòcesi, sense el consentiment de l'arquebisbe de Dublín, si el últims eren en realitat a la seva seu, a no ser especialment autoritzada per la seu papal o el llegat apostòlic. Aquesta butlla va establir les bases d'una controvèrsia amarga i perllongada entre els arquebisbes d'Armagh i de Dublín, relativa al dret de primacia del primer de tenir la seva creu portada davant ell i per tractar els casos eclesiàstiques a la diòcesi d'aquesta última. Aquesta disputa, però, no ha de ser confosa amb la relativa a la primacia, que no va sorgir fins al segle xvii.

### Senyoriu d'Irlanda (1215–1539)
A mesura que els primers aventurers anglo-normands que van arribar a Irlanda mostraven molt pocs escrúpols a despullar a les esglésies i monestirs, Armagh va patir considerablement de les seves depredacions. Quan els reis anglesos van aconseguir una base al país, van començar a intervenir en l'elecció de bisbes i una disputa va esclatar entre el rei Joan i el Papa Innocenci III en relació amb Eugene MacGillaweer, elegit per a la seu primada el 1203. Aquest prelat va estar present al Quart Concili del Laterà en 1215 i va morir a Roma l'any següent. Els reis anglesos també van començar a reclamar la possessió dels béns temporals mentre que les seus estiguessin vacants i insistir que els bisbes recentment elegits els demanessin a ells humilment per a la seva restitució.
El Primat Reginald (1247-1256), un dominic, va obtenir un breu papal que unia el comtat de Louth a la seu d'Armagh. El Primat Patrick O'Scanlan (1261-1270), també dominic, reconstruí en gran manera la catedral d'Armagh i va fundar una casa per als franciscans a la ciutat. El Primat Nicholas MacMaelisu (1272-1302) va convocar una important assemblea dels bisbes i del clergat d'Irlanda en Tuam en 1291, en la qual es comprometien per juraments solemnes per resistir les intrusions del poder secular. El Primat Richard Fitz-Ralph (1346-1360) va sostenir públicament tant a Irlanda i Anglaterra amb els ordes mendicants la qüestió dels seus vots i privilegis.
Una disputa pel que fa a la primacia d'Armagh es va dur a terme de manera intermitent durant aquests segles entre els arquebisbes de Dublín i Cashel, especialment el primer, car la ciutat de Dublín era la metròpoli cívil del regne. Durant el període anglès, els primats freqüentaren poc la ciutat d'Armagh, preferint residir als senyorius arxiepiscopals de Dromiskin i Termonfechan, al comtat de Louth, que estava dins de la Zona. Durant el regnat d'Enric VIII, el primat Cromer, sent sospitós d'heretgia per la Santa Seu, va ser deposat en favor de Robert Wauchope (1539-1551), un distingit teòleg, que va assistir al Concili de Trento. Mentrestant, George Dowdall, un partidari entusiasta d'Enric, havia estat elevat a la seu d'Armagh per l'Església d'Irlanda per aquell monarca, però amb la introducció del Llibre de l'oració comuna en el regnat d'Eduard VI, va abandonar Irlanda amb disgust. Al principi del regnat de la reina Maria I, DOwdall (1553-1558) va ser adequadament nomenat pel Papa a causa del gran zel que havia mostrat contra el protestantisme. Va sobreviure a la seva consagració només tres mesos.

### Durant la Reforma anglesa
Després de la breu ocupació de llocs de Donagh O'Tighe (1560-1562), la seu va ser ocupada per Richard Creagh (1564-1585), natural de Limerick. Va ser legalment detingut i empresonat a la Torre de Londres, on va ser judicialment examinat i deixat llanguir en captivitat durant anys, fins a la seva mort. Edward MacGauran, que el va succeir (1587-1594), va ser molt actiu en sol·licitar l'ajuda del Papa i de Felip II de Castella per als irlandesos que estaven en lluita amb la Corona. Després d'un interval de vuit anys, va ser succeït per Peter Lombard (1601–25). Va romandre a l'exili, a Roma, durant tot el vint anys de la seva incumbència i, per tant, ni una sola vegada va visitar la seva diòcesi.
Aodh Mac Cathmhaoil, un franciscà, va ser consagrat a l'estranger per la seu el 1626, però va morir abans que pogués arribar-hi. Hugh O'Reilly, el següent primat (1628-1653), va ser molt actiu en els moviments polítics de la seva època. En el caos que va seguir la rebel·lió irlandesa de 1641, en 1642, va convocar els bisbes i el clergat de l'Ulster a un sínode a Kells en el qual la guerra que estaven portant a terme els irlandesos va ser declarada legal i piadosa. Va prendre una part prominent en la Confederació irlandesa de Kilkenny i va ser nomenat membre del Consell Suprem de les vint-i-quatre persones que van portar al govern del país en nom del rei Carles I. Durant la conquesta d'Irlanda per Cromwell (1649- 53), Irlanda va ser reconquerida per les forces parlamentàries angleses, que eren molt hostils a la romanitat. Després de la derrota, amb la mort o l'exili de la majoria dels líders irlandesos catòlics, va ser elegit comandant nominal de les forces catòliques romanes durant la resta del conflicte.
Edmund O'Reilly (1657-1669) el va succeir a la seu, però a causa de les dificultats de l'època només va ser capaç de passar dos anys a la diòcesi dels dotze de la seva incumbència. Es va exiliar en quatre ocasions diferents. Durant tot el temps que va passar a la diòcesi, es va amagar en boscos i coves i mai va tenir cap llit, sinó un mantell tirat sobre la palla. Es va oposar a Peter Valesius Walsh, l'autor de la "Protesta de fidelitat" (1661, 1672) amb el rei Carles II, i va morir a l'exili a França.
El següent primat va ser Oliver Plunkett (1669-1681). Poc després del seu ascens a la seu, es va veure obligat a defensar els drets primaciales d'Armagh en contra de les pretensions per Dublín del seu arquebisbe, Peter Talbot. En una reunió del clergat a Dublín el 1670, cadascun d'aquests prelats es va negar a subscriure subseqüentment a l'altre. Plunkett va escriure després un treball sobre els antics drets i prerrogatives de la seva seu, publicat el 1672, sota el títol «Jus Primatiale; o l'antiga preeminència de la Seu d'Armagh per sobre de tots els altres Arquebisbes al Regne d'Irlanda, afirmat sota jurament». Talbot va respondre dos anys més tard en una dissertació titulada »Primatus Dublinensis; o les raons principals amb les que l'Església de Dublín es basa en la possessió i l'enjudiciament del seu dret a la primacia d'Irlanda». Una violenta persecució va calmar la controvèrsia durant algun temps i els primats posteriors va afirmar la seva autoritat de tant en tant a Dublín.
El 1719 dos breus del Papa Climent XI estaven a favor de les reivindicacions d'Armagh. A la pràctica, però, el dret de primacia havia caigut en desús a Irlanda com a qualsevol altra part de l'Església. En 1679, Oliver Plunkett va ser detingut sota l'acusació de conspirar per portar 20.000 francesos al país i de tenir fons recaptats en el seu clergat amb el propòsit de mantenir 70.000 homes per a una rebel·lió armada contra la Corona. Després d'haver estat confinat al castell de Dublín durant molts mesos, va ser portat a judici sobre aquests i altres càrrecs a Dundalk; però el jurat, encara que tots eren protestants, es va negar a trobar una sentència veritable contra ell. La seu, però, del seu judici va ser canviada per Londres, on va ser jutjat per un jurat abans que fos capaç de reunir els seus testimonis i portar-los a l'altra banda, tot i que va fer la petició al jutge. Els principals testimonis de càrrec van ser alguns sacerdots i frares d'Armagh als qui havia censurat i suspès per la seva presumpta conducta. Va ser arrossegat en un trineu a Tyburn l'1 de juliol de 1681, on va ser penjat, arrossegat i esquarterat en presència d'una immensa multitud. El seu cap, encara en bon estat de conservació, es pot veure avui en dia a l'església de Sant Pere, West Street, a Drogheda.

### Temps penals
Dominic Maguire (1683-1707), dominic, va ocupar la seu després de la mort del Oliver Plunket. Aquest primat, havent-se d'exiliar després de la rendició de Limerick el 1691, va passar els setze anys que van intervenir entre aquest moment i la seva mort en una condició molt indigent. Mentrestant, la seu d'Armagh va ser administrada per un vicari, Patrick Donnelly, un sacerdot de la diòcesi, que en 1697 va ser nomenat bisbe de Dromore, encara que conservant l'administració d'Armagh durant diversos anys després.
A causa de la severitat de les lleis no va haver cap primat resident a Irlanda durant vint-anys després de la fugida del Primat Maguire, el 1691. Hugh MacMahon (1714-1737), bisbe de Clogher, va ser finalment nomenat per a la seu buida. Vivint durant el pitjor dels temps penals, el primat es va veure obligat constantment a deambular d'un lloc a un altre, dient missa i administrant la confirmació a l'aire lliure. No obstant això, malgrat aquestes dificultats que ha deixat el seu nom a la posteritat pel treball Jus Primatiale Armacanum, escrit per ordre del Papa en defensa dels drets primacials d'Armagh. Va ser succeït pel seu nebot, Bernard MacMahon (1737-1747), llavors bisbe de Clogher, que es descriu com un prelat notable pel zel, caritat, prudència i doctrina sana. També va patir considerablement de la persecució, i va passar la major part del seu temps en la clandestinitat. Bernard va ser succeït en la primacia pel seu germà, Ross MacMahon (1747-1748), també bisbe de Clogher.
Michael O'Reilly (1749-1758), bisbe de Derry, va ser el següent primat. Va publicar dos catecismes, un en irlandès i l'altre en anglès, l'últim dels quals ha estat en ús en algunes parts del nord d'Irlanda fins als nostres dies. En una ocasió, aquest primat i divuit dels seus sacerdots van ser detinguts prop de Dundalk. Ell vivia en una petita casa de camp amb sostre de palla a Milltown, a la parròquia de Termonfechin, i de vegades havia de jeure ocult en unes golfes estretes sota la palla. Anthony Blake (1758-1786) va ser el seu successor. La persecució d'haver disminuir en gran manera, no estant assetjat igual que els seus predecessors, però no obstant això no va poder ser induït a viure permanentment a la seva diòcesi, una circumstància que era motiu de molt de descontentament entre el seu clergat i va donar lloc a una suspensió temporal dels seus deures. Richard O'Reilly (1787-1818) va ser el seu successor en la primacia. Tenint una fortuna independent, va ser el primer prelat catòlic des de la revolució que va ser capaç de viure d'una manera pròpia a la seva condició. Per la seva dolçor i afabilitat va aconseguir fer callar les dissensions que havien distret la diòcesi durant el temps del seu predecessor i va ser a partir de llavors conegut com el "Àngel de la pau". En 1793, es va col·locar la primera pedra de l'església de Sant Pere a Drogheda, que havia de servir com la seva pro-catedral, una de les primeres esglésies catòliques que es construí dins dels murs d'una ciutat a Irlanda des de la Reforma. La Corporació de Drogheda, vestint les seves robes, i portant la maça i espasa, va aparèixer en l'escena i va prohibir la cerimònia de procedir, però la seva protesta va ser menystinguda.

### Segles XIX i XX
Patrick Curtis (1819-1832), que havia estat rector del Col·legi Irlandès de Salamanca, va ser nomenat per a la seu en un temps més esperançador, i va viure per presenciar l'emancipació de l'Església Romana al Regne Unit. Va ser un dels primers a unir-se a l'Associació Catòlica, i va estar en termes amistosos amb el Duc de Wellington, a qui havia conegut a Espanya durant la Guerra del Francès. Thomas Kelly va succeir Curtis (1832-1835). Va viure i va morir amb fama de sant.
William Crolly (1835-1849) el va succeir. Va ser el primer primat catòlic a residir a Armagh, i var a terme les funcions episcopals allà, des de la introducció de les lleis penals. Va començar la construcció de la catedral de Sant Patrici, que va costar més de seixanta anys en acabar-la. La primera pedra va ser col·locada 17 de març de 1840, i abans de la mort del primat, les parets havia estat elevat a una alçada considerable. Paul Cullen el va succeir en 1849, però va ser traslladat a la seu de Dublín en 1852. En 1850 va presidir el Sínode Nacional de Thurles, el primer sínode celebrat a Irlanda des de la convenció dels bisbes i el clergat a Kilkenny en 1642.
Joseph Dixon (1852-1866), el següent primat, va celebrar un sínode a Drogheda en 1854, al qual assistiren tots els bisbes del nord. L'arquebisbe Dixon va reprendre la construcció de la catedral, però no va viure per veure-la acabada. Michael Kieran (1866-1869) el va succeir, residint a Dundalk durant la seva gestió de la seu primada. El seu successor, Daniel McGettigan (1870-1887), va passar tres anys de treball seriós en la terminació de la catedral, i va ser capaç d'inaugurar-la en 1873. Va ser succeït pel cardenal Michael Logue, qui el va succeir a la primacia en 1887. Va ser el primer Primat d'Armagh per esdevenir un membre del Col·legi Cardenalici. Es va dedicar durant diversos anys a la tasca d'embellir i completar en tots els sentits del noble edifici. En la construcció de la sagristia, biblioteca, saló-sinodal, peces de muniment, amb la compra de pagament del lloc, i les decoracions interiors i altars, va gastar més de £ 50.000 en la catedral. Aquesta gran catedral va ser consagrada el 24 de juliol de 1904. El cardenal Vincenzo Vannutelli, representant el Papa Pius X, va estar present a la consagració.

## Cronologia episcopal

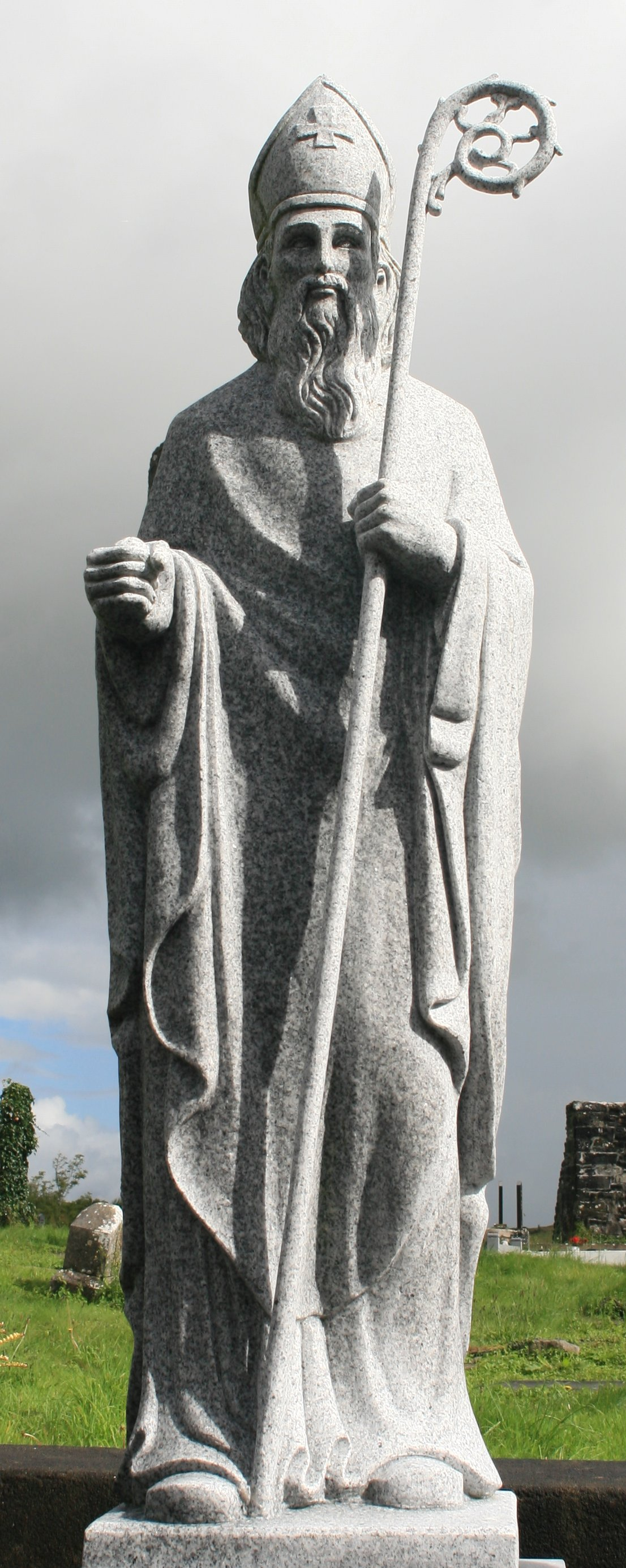
Sant Patrici, el primer bisbe

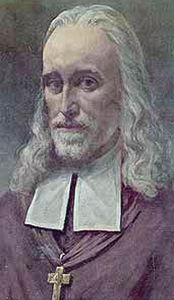
Sant Oliver Plunkett, darrera víctima del "Complot papista".

- Sant Patrici † (445 - 455 renuncià)
- Sant Benigne † (455 - 465 renuncià)
- Jarlath † (465 - 11 de febrer de 482 mort)
- Cormac † (482 - 17 de febrer de 497 mort)
- Duach I † (497 - 513 mort)
- Ailild I † (? - 13 de gener de 526 mort)
- Ailild II † (? - 1 de juliol de 536 mort)
- Duach II † (536 - 548 mort)
- David MacGuaire † (548 - 551 mort)
- Feidlimid Fin † (551 - 578 mort)
- Cairlan † (578 - 588 mort)
- Eochaid MacDermod † (588 - de gener de 598 mort)
- Senach † (598 - 610 mort)
- McLaisir † (610 - 2 de setembre de 623 mort)
- Thomian MacRenan † (623 - 10 de gener de 661 mort)
- Segon † (661 - 24 de maig de 688 mort)
- Flan † (prima del 693 - 24 d'abril de 715 mort)
- Suibney † (715 - 21 de juny de 730 mort)
- Congusa † (730 - 750 mort)
- Ceile Petrus † (750 - 758 mort)
- Ferdachry † (758 - 768 mort)
- Fendaloch † (768 - 771 renuncià)
- Dubdalethy † (778 - 793 mort)
- Ardilac † (793 - 794 mort)
- Cudiniscus † (794 - 798 mort)
- Conmach † (798 - 807 mort)
- Torbac MacGorman † (807 - 16 de juliol de 808 mort)
- Nuat MacSegene † (808 - 19 de febrer de 812 mort)
- Flangus MacLoingle † (812 - 822 o 826 mort)
  - Artrigius † (822 - 833 mort) (il·legítim)
- Eugenius † (826 - 834 mort)
- Faranan † (? - 848 renuncià)
- Dermod O'Tigernach † (? - 852 mort)
- Factna † (852 - 6 d'octubre de 874 mort)
- Ainmire † (874 - 875 mort)
- Catasach MacRabartach † (875 - 883 mort)
- Maeloba MacCrumvail † (883 - 885 mort)
- Mael Brigid MacDornan † (886 - 22 de febrer de 927 mort)
- Joseph † (927 - 936 mort)
- Malpatrick MacMaol Tule † (936 - 936 mort)
- Catasach MacDulgin † (? - 957 mort)
- Muiderach † (957 - 966 deposat?)
- Dubdaleth II † (966 - 2 de juny de 998 mort)
- Murechan † (998 - 1001 renuncià)
- Melmurry † (? - 3 de juny de 1020 mort)
  - Amalgaid † (1021 - 1050 mort) (laic)
  - Dubtalech † (? - circa 1064 renuncià) (laic)
  - Maelisa † (? - 24 de desembre de 1091 mort) (laic i il·legítim)
  - Donald MacAmalgaid † (? - 12 d'agost de 1105 mort) (laic i il·legítim)
- San Cellach † (23 de setembre de 1106 - 1 d'abril de 1129 mort)
- Sant Malachias O'Morgair † (1134 - 1-2 de novembre de 1148 mort)
- Giolla Josa † (prima del 1152 - 27 de març de 1174 mort)
- Cornelius MacConcalede † (? - 1175 mort)
- Gilbert O'Caran † (1175 - 1180 mort)
- Thomas O'Conor † (1180 - 1184 renuncià)
- Maelisa O'Carrol † (1184 - 1184 mort)
- Amlave O'Murid † (? - 1185 mort)
- Thomas O'Conor † (vers 1186 - 1201 mort) (per segona vegada)
- Eugene MacGillivider † (1202 - 1216 mort)
- Luke Netterville † (1217 - 17 d'abril de 1227 mort)
- Donatus O'Fidabra † (1227 - d'octubre de 1237 mort)
- Albert Suerbeer, O.P. † (30 de setembre de 1240 - 9 de juliol de 1247 nomenat bisbe de Lubecca)
- Reginald de Bolonya, O.P. † (28 d'octubre de 1247 - de juliol de 1256 mort)
- Abraham O'Connellan † (16 de març de 1257 - 21 de desembre de 1260 mort)
- Patrick O'Scanlan, O.P. † (5 de novembre de 1261 - 16 de març de 1270 mort)
- Nicholas MacMaelisu † (14 de juliol de 1270 - 10 de maig de 1303 mort)
- Dionysius † (1303/1304 - ?)
- John Taaffe † (27 d'agost de 1306 - ? mort)
- Walter Joyce, O.P. † (6 d'agost de 1307 - 13 de novembre de 1311 mort)
- Roland Joyce, O.P. † (13 de novembre de 1311 - 22 d'agost de 1322 deposat)
- Stephen Seagrave † (16 de març de 1323 - 27 d'octubre de 1333 mort)
- David Mageraghty † (4 de juliol de 1334 - 16 de maig de 1346 mort)
- Richard Fitz-Ralph † (31 de juliol de 1346 - 16 de novembre de 1360 mort)
- Milo Sweetman † (29 d'octubre de 1361 - 11 d'agost de 1380 mort)
- John Colton † (1381 - 1404 renuncià)
- Nicholas Fleming † (11 de novembre de 1404 - 1416 mort)
- John Swayne † (10 de gener de 1418 - 27 de març de 1439 renuncià)
- John Prene † (27 de març de 1439 - de juny de 1443 mort)
- John Mey † (26 d'agost de 1443 - 1456 mort)
- John Bole † (2 de maig de 1457 - 18 de febrer de 1471 mort)
- John Foxalls, O.F.M. † (16 de desembre de 1471 - 1474 mort)
- Edmund Connesburgh † (5 de juny de 1475 - de novembre de 1477 renuncià)
- Ottaviano Spinelli † (23 de juliol de 1478 - de juny de 1513 mort)
- John Kite † (24 d'octubre de 1513 - 12 de juliol de 1521 nomenat bisbe de Carlisle)
- George Cromer † (2 d'octubre de 1521 - 23 de juliol de 1539 deposat)
  - Robert Wauchope † (23 de juliol de 1539 - 1545 nomenat arquebisbe) (administrador apostòlic)
- Robert Wauchope † (1545 - 10 de novembre de 1551 mort)
- George Dowdall, O.Cruc. † (1 de març de 1553 - 15 d'agost de 1558 mort)
- Donagh O'Tighe † (7 de febrer de 1560 - 1562 mort)
- Richard Creagh † (22 de març de 1564 - 14 d'octubre de 1585 mort)
- Edward MacGauran † (1 de juliol de 1587 - 15 de febrer de 1594 mort)
  - Sede vacante (1593-1601)
- Peter Lombard † (9 de juliol de 1601 - 5 de setembre de 1625 mort)
- Aodh Mac Cathmhaoil, O.F.M.Obs. † (27 d'abril de 1626 - 22 de setembre de 1626 mort)
- Hugh O'Reilly † (21 d'agost de 1628 - de febrer de 1653 mort)
- Edmund O'Reilly † (16 d'abril de 1657 - 8 de març de 1669 mort)
- Sant Oliver Plunkett † (3 d'agost de 1669 - 11 de juliol de 1681 mort)
- Dominic MacGuire, O.P. † (12 de gener de 1684 - 27 de setembre de 1707 mort)
- Hugh McMahon † (5 de juliol de 1715 - 2 d'agost de 1737 mort)
- Bernard McMahon † (8 de novembre de 1737 - 27 de maig de 1747 mort)
- Ross McMahon † (3 d'agost de 1747 - 29 d'octubre de 1748 mort)
- Michael O'Reilly † (23 de gener de 1749 - 1758 mort)
- Anthony Blake † (21 d'abril de 1758 - 29 de novembre de 1787 mort)
- Richard Reilly † (29 de novembre de 1787 - 31 de gener de 1818 mort)
- Patrick Curtis † (27 d'agost de 1819 - 24 de juliol de 1832 mort)
- Thomas Kelly † (24 de juliol de 1832 - 14 de gener de 1835 mort)
- William Crolly † (8 de maig de 1835 - 6 d'abril de 1849 mort)
- Paul Cullen † (8 de gener de 1850 - 3 de maig de 1852 nomenat arquebisbe de Dublín)
- Joseph Dixon † (4 d'octubre de 1852 - 29 d'abril de 1866 mort)
- Michael Kieran † (23 de novembre de 1867 - 16 de setembre de 1869 mort)
- Daniel McGettigan † (11 de març de 1870 - 3 de desembre de 1887 mort)
- Michael Logue † (3 de desembre de 1887 - 19 de novembre de 1924 mort)
- Patrick Joseph O'Donnell † (19 de novembre de 1924 - 22 d'octubre de 1927 mort)
- Joseph MacRory † (22 de juny de 1928 - 13 d'octubre de 1945 mort)
- John Francis D'Alton † (13 d'abril de 1946 - 1 de febrer de 1963 mort)
- William John Conway † (9 de setembre de 1963 - 17 d'abril de 1977 mort)
- Tomás Ó Fiaich † (18 d'agost de 1977 - 8 de maig de 1990 mort)
- Cahal Brendan Daly † (6 de novembre de 1990 - 1 d'octubre de 1996 jubilat)
- Seán Baptist Brady (1 d'octubre de 1996 - 8 de setembre de 2014 jubilat)
- Eamon Martin, des del 8 de setembre de 2014

## Estadístiques
A finals del 2012, l'arxidiòcesi tenia 227.950 batejats sobre una població de 334.751 persones, equivalent al 68,1% del total.
| any  | població | població | població | sacerdots | sacerdots       | sacerdots       | sacerdots             | diàques | religiosos | religiosos | parroquies |
| ---- | -------- | -------- | -------- | --------- | --------------- | --------------- | --------------------- | ------- | ---------- | ---------- | ---------- |
| any  | batejats | total    | %        | total     | clergat secular | clergat regular | batejats per sacerdot | diàques | homes      | dones      |            |
| 1950 | 132.100  | 203.050  | 65,1     | 266       | 176             | 90              | 496                   |         | 168        | 440        | 55         |
| 1959 | 138.913  | 209.501  | 66,3     | 300       | 183             | 117             | 463                   |         | 222        | 728        | 55         |
| 1970 | 146.573  | 224.953  | 65,2     | 275       | 171             | 104             | 532                   |         | 220        | 609        | 56         |
| 1980 | 175.700  | 267.968  | 65,6     | 270       | 155             | 115             | 650                   |         | 33         | 203        | 58         |
| 1990 | 193.644  | 286.553  | 67,6     | 285       | 149             | 136             | 679                   |         | 196        | 408        | 60         |
| 1999 | 205.532  | 309.012  | 66,5     | 234       | 153             | 81              | 878                   |         | 122        | 373        | 61         |
| 2000 | 208.567  | 314.048  | 66,4     | 240       | 155             | 85              | 869                   |         | 124        | 365        | 61         |
| 2001 | 209.361  | 317.200  | 66,0     | 231       | 151             | 80              | 906                   |         | 121        | 362        | 61         |
| 2002 | 217.234  | 323.678  | 67,1     | 226       | 149             | 77              | 961                   |         | 113        | 351        | 61         |
| 2003 | 207.571  | 304.195  | 68,2     | 224       | 149             | 75              | 926                   |         | 107        | 340        | 61         |
| 2004 | 215.912  | 323.544  | 66,7     | 192       | 137             | 55              | 1.124                 |         | 85         | 263        | 61         |
| 2006 | 221.395  | 326.945  | 67,7     | 190       | 138             | 52              | 1.165                 |         | 81         | 255        | 61         |
| 2012 | 227.950  | 334.751  | 68,1     | 186       | 125             | 61              | 1.225                 |         | 74         | 286        | 61         |